# Kostebrau
Kostebrau (obersorbisch Kósćerjow) ist ein Ortsteil der südbrandenburgischen Stadt Lauchhammer im Landkreis Oberspreewald-Lausitz. Im Zuge des Braunkohleabbaus wurden Ortsteile Kostebraus devastiert.

## Lage und Gliederung
Kostebrau war umgeben von den Spitzen Bergen, den Dubrauschen Bergen und den Ochsenbergen. Der Ort besteht aus dem Oberdorf und im Tal dem Unterdorf. Im Osten schloss sich Friedrichsthal an, eine Siedlung, die sich um die Glashütte entwickelte.
Zu Kostebrau gehörten die durch den Braunkohletagebau devastierten Orte Römerkeller und Wischgrund.

## Geschichte

### Namensentwicklung
Der Name Kostebrau leitet sich vom sorbischen Wort für Trespe (niedersorbisch: kóstrjawa) beziehungsweise Trespenfeld ab.

### Ortsgeschichte
Als Costebrau wurde der Ort 1421 erstmals urkundlich erwähnt. Er gehörte zum Amt Senftenberg. In der Zeit von 1440 bis 1474 war Kostebrau Teil der Herrschaft Mückenberg.
Im Jahr 1551 gab es in Kostebrau zwanzig Haushaltungen, davon zwei Müller in der angrenzenden wasserreichen Pommelheide. Im selben Jahr wurde der Gutshof in Kostebrau erstmals erwähnt. Der erste namentlich bekannte Besitzer war Thomas Bohdan.
Aufgrund des Holzreichtums sowie des reichlichen Glassandvorkommens vor allem bei Hohenbocka und Hosena genehmigte 1709 der sächsische Kurfürst Friedrich August I. einem böhmischen Hüttenbaumeister den Bau der Spiegelglashütte Friedrichsthal. Sie war die erste Glashütte in der Niederlausitz.
Anfang des 19. Jahrhunderts war Johann Christian Oestreich Besitzer des Gutshofes. Er ließ ein neues Gutsgebäude nach seinen eigenen Plänen errichten. Dabei handelte es sich um den ersten Backsteinbau mit Ziegeldach im Ort. Auf dem Gutshof wurde Landwirtschaft und Viehhaltung sowie Imkerei betrieben. Des Weiteren gehörten zum Gut ein Weinberg und eine Windmühle. Der Gutshof besaß Brannt- und Braurecht. Das Schankrecht wurde um das Jahr 1850 an einen Gastwirt im Ort übertragen.
Im Jahr 1896 wurde in Kostebrau die Braunkohlegrube Unser Fritz eröffnet. Bald darauf wurden eine Brikettfabrik mit drei Pressen und die Grube Alwine durch den Gutsbesitzer Alwin Oestreich eröffnet. Die Fabrik verfügte über eine Anschlussbahn an den Bahnhof Römerkeller und über die Nebenstrecke Sallgast-Lauchhammer an die Schipkau-Finsterwalder Eisenbahn. Zur Fabrik gehörte die gleichnamige Wohnsiedlung Unser Fritz. Um den Bahnhof Römerkeller entwickelte sich ab dem Jahr 1902 der gleichnamige Ortsteil.
Im Rahmen einer preußischen Reform wurde der Gutsbezirk 1928 in die Landgemeinde Kostebrau eingegliedert.

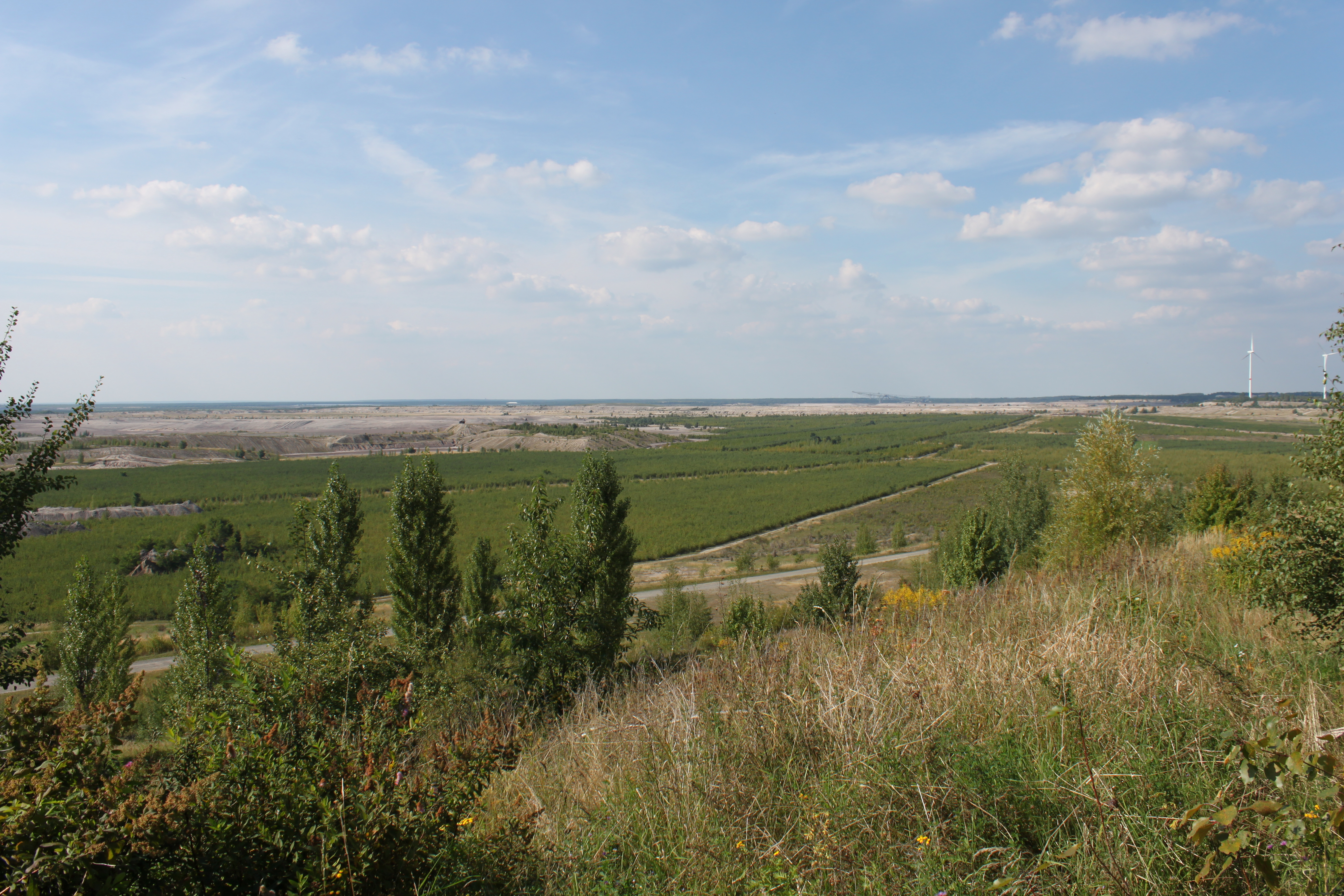
Tagebaufolgelandschaft in Kostebrau

Durch das Fortschreiten des Tagebaus Klettwitz wurde die gesamte Umgebung überbaggert und Kostebrau wurde zu einer Tagebauinsel. Ebenfalls devastiert wurden die beiden Ortsteile Wischgrund und Römerkeller. Für die Überbaggerung von Römerkeller um das Jahr 1980 wurden nach amtlichen Angaben 29 Einwohner umgesiedelt. Von der Überbaggerung von Wischgrund 1983 waren 183 Menschen betroffen. Im Jahr 1974 wurde die Spiegelfabrik stillgelegt. Das ehemalige Inspektorenwohnhaus wurde 1979 wegen Baufälligkeit abgerissen.
Am 6. Dezember 1993 wurde Kostebrau gemeinsam mit dem benachbarten Grünewalde nach Lauchhammer eingemeindet.

### Einwohnerentwicklung
| Einwohnerentwicklung in Kostebrau von 1875 bis 1992 | Einwohnerentwicklung in Kostebrau von 1875 bis 1992 | Einwohnerentwicklung in Kostebrau von 1875 bis 1992 | Einwohnerentwicklung in Kostebrau von 1875 bis 1992 |
| Jahr                                                | Einwohner                                           | Jahr                                                | Einwohner                                           |
| --------------------------------------------------- | --------------------------------------------------- | --------------------------------------------------- | --------------------------------------------------- |
| 1875                                                | 883                                                 | 1890                                                | 1 047                                               |
| 1910                                                | 2 287                                               | 1925                                                | 2 349                                               |
| 1933                                                | 2 366                                               | 1939                                                | 2 050                                               |
| 1946                                                | 1 764                                               | 1950                                                | 1 756                                               |
| 1964                                                | 1 502                                               | 1971                                                | 1 348                                               |
| 1981                                                | 952                                                 | 1985                                                | 773                                                 |
| 1989                                                | 712                                                 | 1990                                                | 701                                                 |
| 1991                                                | 658                                                 | 1992                                                | 657                                                 |

## Kultur und Sehenswürdigkeiten
- Die Dorfkirche Kostebrau wurde 1907 errichtet und befindet sich im Oberdorf. Im Innenraum steht unter anderem eine von Wilhelm Sauer geschaffene Orgel. Neben der Kirche stehen die im Jahr 1881 gepflanzte Friedenseiche und die Dorflinde.
- An der Klettwitzer Straße hinter dem Friedhof befindet sich ein Waldstück mit den Bruchfeldern der ehemaligen Grube Alwine.
- Die Tongrube im ehemaligen Ortsteil Wischgrund war Fundstelle von Pflanzenfossilien des Tertiär. Diese Wischgrund-Sammlung war im Museum der Natur und Umwelt Cottbus ausgestellt und befindet sich nach dessen Schließung im Magazin des Cottbusser Stadtmuseums.
- In der Neuen Schule ist seit 1993 die Heimatstube eingerichtet. In ihr wird die Geschichte Kostebraus gezeigt.

## Persönlichkeiten
- Armgard Stenzel (* 1937), Emailleurin und Schmuckgestalterin, geboren in Kostebrau

- Ecki Lipske (* 1961), Rockmusiker, lebte in Kostebrau